# Чемпионат мира по хоккею с шайбой среди молодёжных команд 2014
Чемпионат мира по хоккею с шайбой среди молодёжных команд 2014 года — 38-й турнир молодёжного чемпионата мира под эгидой ИИХФ, прошедший с 26 декабря 2013 года по 5 января 2014 года в Мальмё (Швеция). Турнир прошёл в новом формате, согласно которому в четвертьфинал вышли первые четыре команды из каждой группы. Сборные, занявшие в своих группах последнее место, сыграли между собой серию до двух побед за право остаться в дивизионе сильнейших. Сборная Финляндии стала чемпионом и завоевала свой третий титул, одолев в финале сборную Швеции в овертайме со счётом 3:2. Бронзовую медаль второй год подряд выиграла сборная России, победившая в матче за третье место сборную Канады — 2:1.
Самым ценным игроком чемпионата был признан Филип Форсберг, который также стал лучшим нападающим турнира. Лучшим бомбардиром стал Теуво Терявяйнен, набравший 15 (2+13) очков за результативность. Лучшим вратарём турнира был признан швед Оскар Данск, а лучшим защитником автор победной шайбы финала — Расмус Ристолайнен.

## Арены
На предварительном этапе матчи группы A прошли в «Мальмё Арена», а матчи группы B в «Исстадионе». Матчи утешительного раунда и матчи плей-офф прошли на обоих аренах. Решающие матчи турнира состоялись в «Мальмё Арена».
| Мальмё Арена Вместимость: 13 000 | Исстадион Вместимость: 5 800 |
| -------------------------------- | ---------------------------- |
|                                  |                              |
| Швеция — Мальмё                  |                              |

## Участвующие команды
В чемпионате приняли участие 10 национальных команд — восемь из Европы и две из Северной Америки. Сборная Норвегии пришла из первого дивизиона, остальные — с прошлого турнира ТОП-дивизиона.
| Европа - Чехия* - Словакия* - Финляндия* - Норвегия^ - Россия* | - Швеция× - Германия* - Швейцария* Северная Америка - Канада* - США* |  |

* = 9 команд автоматически квалифицировались в высший дивизион по итогам чемпионата мира 2013 года
^ = Команда перешла в высший дивизион по итогам первого дивизиона чемпионата мира 2013 года
× = Квалифицировались как хозяева чемпионата 

## Судьи
ИИХФ утвердила 12 главных и 10 линейных судей для обслуживания матчей чемпионата мира по хоккею с шайбой среди молодёжных команд 2014 года.
| Главные судьи - Тимоти Майер - Якоб Грумсен - Евгений Ромасько - Рене Градил - Антти Боман - Марк Виганд - Даниэль Штрикер - Йозеф Кубуш - Маркус Линде - Тобиас Бьёрк - Стив Пэпп - Девин Пиккотт | Линейные судьи - Бенуа Мартино - Фрэйзер Макинтайр - Хенрик Пилблад - Андреас Коверт - Йорис Мюллер - Йоонас Саха - Эдуард Метальников - Кензи Косака - Петер Сефчик - Рудольф Тосеновьян |  |

## Предварительный раунд
|  | Команды, выходящие в четвертьфинал      |
|  | Команды, выходящие в утешительный раунд |

### Группа A
| М | Сборная  | И | В | ВО | ПО | П | ШЗ | ШП | РШ  | О  |
| - | -------- | - | - | -- | -- | - | -- | -- | --- | -- |
| 1 | Канада   | 4 | 3 | 0  | 1  | 0 | 19 | 12 | +7  | 10 |
| 2 | США      | 4 | 3 | 0  | 0  | 1 | 21 | 7  | +14 | 9  |
| 3 | Чехия    | 4 | 1 | 1  | 0  | 2 | 10 | 13 | −3  | 5  |
| 4 | Словакия | 4 | 1 | 0  | 0  | 3 | 16 | 17 | −1  | 3  |
| 5 | Германия | 4 | 1 | 0  | 0  | 3 | 7  | 24 | −17 | 3  |

Время местное (UTC+1).
| 26 декабря 2013 13:30 | Германия | 2:7 (2:4, 0:2, 0:1) | Канада | Исстадион Зрителей: 1861 |

| Отчёт                                                                        | Отчёт                              | Отчёт | Отчёт                        | Отчёт                                                                          |
| ---------------------------------------------------------------------------- | ---------------------------------- | --- | ---------------------------- | ------------------------------------------------------------------------------ |
|                                                                              |                                    | |                              |                                                                                |
|                                                                              | Марвин Кюппер — 00:00-60:00        | Вратари | 00:00-60:00 — Джейк Патерсон | Судьи: Рене Градил Йозеф Кубуш Линейные судьи: Петер Шевчик Рудольф Тосеновьян |
|                                                                              | Голы:                              | |                              | Судьи: Рене Градил Йозеф Кубуш Линейные судьи: Петер Шевчик Рудольф Тосеновьян |
| Дориан Зефтель — 01:35 (Л. Палауш, П. Клёппер) Яник Мёзер — 15:59 (Д. Кахун) | 1:0 1:1 1:2 :2 2:3 2:4 2:5 2:6 2:7 | 06:21 — Джош Андерсон (Ф. Готье, М. Дамба) 10:41 — Энтони Манта (бол.) (К. Лазар, Дж. Друэн) 17:36 — Энтони Манта (Д. Пульо, Дж. Друэн) 18:29 — Бо Хорват (С. Райнхарт) 26:45 — Сэм Райнхарт (Дж. Моррисси, К. Макдэвид) 31:28 — Энтони Манта (бол.) (Дж. Друэн, Д. Пульо) 50:13 — Ник Петан (бол.) (К. Макдэвид) |                              | Судьи: Рене Градил Йозеф Кубуш Линейные судьи: Петер Шевчик Рудольф Тосеновьян |
|                                                                              |                                    | |                              | Судьи: Рене Градил Йозеф Кубуш Линейные судьи: Петер Шевчик Рудольф Тосеновьян |
|                                                                              |                                    | |                              | Судьи: Рене Градил Йозеф Кубуш Линейные судьи: Петер Шевчик Рудольф Тосеновьян |
|                                                                              |                                    | |                              | Судьи: Рене Градил Йозеф Кубуш Линейные судьи: Петер Шевчик Рудольф Тосеновьян |
| 10 мин                                                                       | Штраф                              | 6 мин |                              | Судьи: Рене Градил Йозеф Кубуш Линейные судьи: Петер Шевчик Рудольф Тосеновьян |
|                                                                              |                                    | |                              |                                                                                |
|                                                                              | 24                                 | Броски | 30                           |                                                                                |

| 26 декабря 2013 17:30 | Чехия | 1:5 (0:2, 0:2, 1:1) | США | Исстадион Зрителей: 1321 |

| Отчёт                                            | Отчёт                        | Отчёт | Отчёт                     | Отчёт                                                                          |
| ------------------------------------------------ | ---------------------------- | --- | ------------------------- | ------------------------------------------------------------------------------ |
|                                                  |                              | |                           |                                                                                |
|                                                  | Даниэль Долейш — 00:00-60:00 | Вратари | 00:00-60:00 — Джон Гиллис | Судьи: Даниэль Штрикер Марк Виганд Линейные судьи: Андреас Коверт Йорис Мюллер |
|                                                  | Голы:                        | |                           | Судьи: Даниэль Штрикер Марк Виганд Линейные судьи: Андреас Коверт Йорис Мюллер |
| Михал Плутнар (бол.) — 45:47 (Д. Кемпф, О. Каше) | 0:1 0:2 0:3 0:4 1:4 1:5      | 01:21 — Райли Барбер (бол.) (М. Грзелчик, Н. Кердайлс) 02:02 — Уилл Бутчер (бол.) (Дж. Айкел, Р. Хартман) 29:23 — Гудзон Фэшинг (Э. Копп) 37:03 — Джейккоб Слэвин (К. Шор) 57:49 — Винни Хиностроза (Т. Ди Паули, К. Кэррик) |                           | Судьи: Даниэль Штрикер Марк Виганд Линейные судьи: Андреас Коверт Йорис Мюллер |
|                                                  |                              | |                           | Судьи: Даниэль Штрикер Марк Виганд Линейные судьи: Андреас Коверт Йорис Мюллер |
|                                                  |                              | |                           | Судьи: Даниэль Штрикер Марк Виганд Линейные судьи: Андреас Коверт Йорис Мюллер |
|                                                  |                              | |                           | Судьи: Даниэль Штрикер Марк Виганд Линейные судьи: Андреас Коверт Йорис Мюллер |
| 8 мин                                            | Штраф                        | 6 мин |                           | Судьи: Даниэль Штрикер Марк Виганд Линейные судьи: Андреас Коверт Йорис Мюллер |
|                                                  |                              | |                           |                                                                                |
|                                                  | 24                           | Броски | 33                        |                                                                                |

| 27 декабря 2013 15:00 | Словакия | 9:2 (3:0, 3:1, 3:1) | Германия | Исстадион Зрителей: 533 |

| Отчёт | Отчёт                                       | Отчёт                                                                                 | Отчёт                                                  | Отчёт                                                                            |
| --- | ------------------------------------------- | ------------------------------------------------------------------------------------- | ------------------------------------------------------ | -------------------------------------------------------------------------------- |
| |                                             |                                                                                       |                                                        |                                                                                  |
| | Рихард Саболь — 00:00-60:00                 | Вратари                                                                               | 00:00-30:38 — Марвин Кюппер 30:38-60:00 — Патрик Кляйн | Судьи: Антти Боман Якоб Грумсен Линейные судьи: Кэндзи Косака Эдуард Метальников |
| | Голы:                                       |                                                                                       |                                                        | Судьи: Антти Боман Якоб Грумсен Линейные судьи: Кэндзи Косака Эдуард Метальников |
| Милан Колена (бол.) — 03:33 (Д. Григер, М. Ревай) Марко Данё — 12:38 (М. Лунтер) Давид Григер (бол.) — 17:24 (М. Колена, М. Ревай) Марко Данё — 21:57 (П. Цегларик) Милан Колена — 26:31 (М. Ревай, Д. Григер) Даниэль Гахулинец — 30:38 (С. Горански, Ф. Млинчар) Мартин Ревай — 47:44 (Д. Григер) Марио Лунтер — 48:24 (М. Данё, П. Цегларик) Станислав Горански — 57:30 (М. Вальент) | 1:0 2:0 3:0 4:0 4:1 5:1 6:1 6:2 7:2 8:2 9:2 | 22:38 — Доминик Кахун (Л. Драйзайтль) 45:56 — Доминик Кахун (Я. Мёзер, Л. Драйзайтль) |                                                        | Судьи: Антти Боман Якоб Грумсен Линейные судьи: Кэндзи Косака Эдуард Метальников |
| |                                             |                                                                                       |                                                        | Судьи: Антти Боман Якоб Грумсен Линейные судьи: Кэндзи Косака Эдуард Метальников |
| |                                             |                                                                                       |                                                        | Судьи: Антти Боман Якоб Грумсен Линейные судьи: Кэндзи Косака Эдуард Метальников |
| |                                             |                                                                                       |                                                        | Судьи: Антти Боман Якоб Грумсен Линейные судьи: Кэндзи Косака Эдуард Метальников |
| 6 мин | Штраф                                       | 4 мин                                                                                 |                                                        | Судьи: Антти Боман Якоб Грумсен Линейные судьи: Кэндзи Косака Эдуард Метальников |
| |                                             |                                                                                       |                                                        |                                                                                  |
| | 28                                          | Броски                                                                                | 21                                                     |                                                                                  |

| 28 декабря 2013 13:30 | США | 6:3 (2:0, 1:2, 3:1) | Словакия | Исстадион Зрителей: 1658 |

| Отчёт | Отчёт                               | Отчёт | Отчёт                       | Отчёт                                                                        |
| --- | ----------------------------------- | --- | --------------------------- | ---------------------------------------------------------------------------- |
| |                                     | |                             |                                                                              |
| | Джон Гиллис — 00:00-60:00           | Вратари | 00:00-60:00 — Рихард Саболь | Судьи: Стив Пэпп Евгений Ромасько Линейные судьи: Андреас Коверт Йоонас Саха |
| | Голы:                               | |                             | Судьи: Стив Пэпп Евгений Ромасько Линейные судьи: Андреас Коверт Йоонас Саха |
| Джек Айкел (бол.) — 16:53 (Р. Хартман, У. Бутчер) Дэнни О'Реган (бол.) — 19:59 (М. Грзелчик, Н. Кердайлс) Райан Хартман (бол.) — 24:22 (У. Бутчер, Дж. Айкел) Мэтт Грзелчик — 49:33 (К. Кэррик, Т. Ди Паули) Стефан Матто — 54:15 (Э. Копп, Г. Фэшинг) Райли Барбер — 56:34 (Э. Копп, Н. Кердайлс) | 1:0 2:0 3:0 3:1 3:2 4:2 5:2 6:2 6:3 | 07:10 — Милан Колена (бол.) (П. Цегларик) 32:57 — Мартин Ревай (бол.) (Д. Григер, М. Колена) 57:52 — Мартин Ревай (Д. Григер, Даниэль Гахулинец) |                             | Судьи: Стив Пэпп Евгений Ромасько Линейные судьи: Андреас Коверт Йоонас Саха |
| |                                     | |                             | Судьи: Стив Пэпп Евгений Ромасько Линейные судьи: Андреас Коверт Йоонас Саха |
| |                                     | |                             | Судьи: Стив Пэпп Евгений Ромасько Линейные судьи: Андреас Коверт Йоонас Саха |
| |                                     | |                             | Судьи: Стив Пэпп Евгений Ромасько Линейные судьи: Андреас Коверт Йоонас Саха |
| 12 мин | Штраф                               | 10 мин |                             | Судьи: Стив Пэпп Евгений Ромасько Линейные судьи: Андреас Коверт Йоонас Саха |
| |                                     | |                             |                                                                              |
| | 47                                  | Броски | 30                          |                                                                              |

| 28 декабря 2013 17:30 | Канада | 4:5 (Б) (1:1, 0:1, 3:2, 0:0, 0:1) | Чехия | Исстадион Зрителей: 3011 |

| Отчёт | Отчёт                           | Отчёт | Отчёт                         | Отчёт                                                                               |
| --- | ------------------------------- | --- | ----------------------------- | ----------------------------------------------------------------------------------- |
| |                                 | |                               |                                                                                     |
| | Джейк Патерсон — 00:00-65:00    | Вратари | 00:00-65:00 — Марек Лангхамер | Судьи: Якоб Грумсен Тимоти Майер Линейные судьи: Эдуард Метальников Хенрик Пильблад |
| | Голы:                           | |                               | Судьи: Якоб Грумсен Тимоти Майер Линейные судьи: Эдуард Метальников Хенрик Пильблад |
| Сэм Райнхарт (бол.) — 15:50 (Б. Хорват, К. Макдэвид) Джонатан Друэн (бол.) — 40:24 (С. Райнхарт, Э. Манта) Аарон Экблад (мен.) — 51:09 (С. Лоутон, К. Лазар) Шарль Юдон — 53:01 (Э. Манта, Дж. Друэн) | 0:1 :1 1:2 :2 2:3 :3 3:4 :4 4:5 | 07:10 — Давид Кампф (О. Каше) 37:16 — Михал Плутнар 44:07 — Войтех Томечек 52:45 — Якуб Врана (бол.) 65:00 — Доминик Симон (поб. бул.) |                               | Судьи: Якоб Грумсен Тимоти Майер Линейные судьи: Эдуард Метальников Хенрик Пильблад |
| | Буллиты:                        | |                               | Судьи: Якоб Грумсен Тимоти Майер Линейные судьи: Эдуард Метальников Хенрик Пильблад |
| Джонатан Друэн Ник Петан Коннор Макдэвид |                                 | Ондржей Каше Давид Пастрняк Доминик Симон                                                                                              |                               | Судьи: Якоб Грумсен Тимоти Майер Линейные судьи: Эдуард Метальников Хенрик Пильблад |
| |                                 | |                               | Судьи: Якоб Грумсен Тимоти Майер Линейные судьи: Эдуард Метальников Хенрик Пильблад |
| 12 мин | Штраф                           | 12 мин |                               | Судьи: Якоб Грумсен Тимоти Майер Линейные судьи: Эдуард Метальников Хенрик Пильблад |
| |                                 | |                               |                                                                                     |
| | 29                              | Броски | 29                            |                                                                                     |

| 29 декабря 2013 15:00 | Германия | 0:8 (0:2, 0:4, 0:2) | США | Исстадион Зрителей: 651 |

| Отчёт  | Отчёт                                               | Отчёт | Отчёт                        | Отчёт                                                                            |
| ------ | --------------------------------------------------- | --- | ---------------------------- | -------------------------------------------------------------------------------- |
|        |                                                     | |                              |                                                                                  |
|        | Патрик Кляйн — 00:00-40:00 Кевин Райх — 40:00-60:00 | Вратари | 00:00-60:00 — Энтони Столарц | Судьи: Маркус Линде Девин Пиккотт Линейные судьи: Йоонас Саха Рудольф Тосеновьян |
|        | Голы:                                               | |                              | Судьи: Маркус Линде Девин Пиккотт Линейные судьи: Йоонас Саха Рудольф Тосеновьян |
|        | 0:1 0:2 0:3 0:4 0:5 0:6 0:7 0:8                     | 08:09 — Гудзон Фэшинг (Э. Копп, Б. Шей) 11:56 — Ник Кердайлс (бол.) (В. Хиностроза) 22:21 — Уилл Бутчер (бол.) (Дж. Айкел, А. Эрне) 23:27 — Винни Хиностроза (бол.) (Э. Копп, К. Кэррик) 31:46 — Райли Барбер (бол.) (М. Грзелчик, З. Степан) 33:57 — Мэтт Грзелчик (бол.) (Р. Байбер, В. Хиностроза) 50:04 — Стивен Сантини (бол.) (М. Грзелчик, Н. Кердайлс) 53:46 — Винни Хиностроза (К. Шор) |                              | Судьи: Маркус Линде Девин Пиккотт Линейные судьи: Йоонас Саха Рудольф Тосеновьян |
|        |                                                     | |                              | Судьи: Маркус Линде Девин Пиккотт Линейные судьи: Йоонас Саха Рудольф Тосеновьян |
|        |                                                     | |                              | Судьи: Маркус Линде Девин Пиккотт Линейные судьи: Йоонас Саха Рудольф Тосеновьян |
|        |                                                     | |                              | Судьи: Маркус Линде Девин Пиккотт Линейные судьи: Йоонас Саха Рудольф Тосеновьян |
| 45 мин | Штраф                                               | 8 мин |                              | Судьи: Маркус Линде Девин Пиккотт Линейные судьи: Йоонас Саха Рудольф Тосеновьян |
|        |                                                     | |                              |                                                                                  |
|        | 15                                                  | Броски | 53                           |                                                                                  |

| 30 декабря 2013 13:30 | Чехия | 0:3 (0:1, 0:2, 0:0) | Германия | Исстадион Зрителей: 1062 |

| Отчёт  | Отчёт                         | Отчёт | Отчёт                       | Отчёт                                                                       |
| ------ | ----------------------------- | --- | --------------------------- | --------------------------------------------------------------------------- |
|        |                               | |                             |                                                                             |
|        | Марек Лангхамер — 00:00-60:00 | Вратари | 00:00-60:00 — Марвин Кюппер | Судьи: Тобиас Бьёрк Стив Пэпп Линейные судьи: Кэндзи Косака Хенрик Пильблад |
|        | Голы:                         | |                             | Судьи: Тобиас Бьёрк Стив Пэпп Линейные судьи: Кэндзи Косака Хенрик Пильблад |
|        | 0:1 0:2 0:3                   | 14:25 — Фредерик Тиффельс (Я. Мёзер, Д. Кахун) 35:24 — Доминик Кахун (Ф. Тиффельс) 37:51 — Фредерик Тиффельс (бол.) (Т. Бендер) |                             | Судьи: Тобиас Бьёрк Стив Пэпп Линейные судьи: Кэндзи Косака Хенрик Пильблад |
|        |                               | |                             | Судьи: Тобиас Бьёрк Стив Пэпп Линейные судьи: Кэндзи Косака Хенрик Пильблад |
|        |                               | |                             | Судьи: Тобиас Бьёрк Стив Пэпп Линейные судьи: Кэндзи Косака Хенрик Пильблад |
|        |                               | |                             | Судьи: Тобиас Бьёрк Стив Пэпп Линейные судьи: Кэндзи Косака Хенрик Пильблад |
| 12 мин | Штраф                         | 8 мин |                             | Судьи: Тобиас Бьёрк Стив Пэпп Линейные судьи: Кэндзи Косака Хенрик Пильблад |
|        |                               | |                             |                                                                             |
|        | 40                            | Броски | 34                          |                                                                             |

| 30 декабря 2013 17:30 | Канада | 5:3 (1:1, 1:2, 3:0) | Словакия | Исстадион Зрителей: 2558 |

| Отчёт | Отчёт                          | Отчёт | Отчёт                                   | Отчёт                                                                                 |
| --- | ------------------------------ | --- | --------------------------------------- | ------------------------------------------------------------------------------------- |
| |                                | |                                         |                                                                                       |
| | Закари Фукале — 00:00-60:00    | Вратари | 00:00-58:20 — Самуэль Барош 58:40-60:00 | Судьи: Рене Градил Евгений Ромасько Линейные судьи: Андреас Коверт Эдуард Метальников |
| | Голы:                          | |                                         | Судьи: Рене Градил Евгений Ромасько Линейные судьи: Андреас Коверт Эдуард Метальников |
| Кёртис Лазар (бол.) — 18:12 (Э. Манта, Н. Петан) Энтони Манта — 37:00 (А. Экблад, Дж. Друэн) Джонатан Друэн — 54:02 (Э. Манта) Ник Петан (бол.) — 57:14 (Э. Манта, Д. Пульо) Ник Петан (п.в.) — 58:40 (С. Райнхарт, К. Лазар) | 0:1 :1 1:2 1:3 2:3 3:3 4:3 5:3 | 01:40 — Давид Григер (бол.) (Я. Предайньянски, М. Ревай) 27:07 — Мартин Ревай (бол.) (Д. Григер, М. Колена) 32:33 — Давид Григер (бол.) (Д. Ревай, М. Колена) |                                         | Судьи: Рене Градил Евгений Ромасько Линейные судьи: Андреас Коверт Эдуард Метальников |
| |                                | |                                         | Судьи: Рене Градил Евгений Ромасько Линейные судьи: Андреас Коверт Эдуард Метальников |
| |                                | |                                         | Судьи: Рене Градил Евгений Ромасько Линейные судьи: Андреас Коверт Эдуард Метальников |
| |                                | |                                         | Судьи: Рене Градил Евгений Ромасько Линейные судьи: Андреас Коверт Эдуард Метальников |
| 22 мин | Штраф                          | 10 мин |                                         | Судьи: Рене Градил Евгений Ромасько Линейные судьи: Андреас Коверт Эдуард Метальников |
| |                                | |                                         |                                                                                       |
| | 49                             | Броски | 22                                      |                                                                                       |

| 31 декабря 2013 13:30 | Словакия | 1:4 (0:2, 1:2, 0:0) | Чехия | Исстадион Зрителей: 1259 |

| Отчёт                                      | Отчёт                                                   | Отчёт | Отчёт                         | Отчёт                                                                       |
| ------------------------------------------ | ------------------------------------------------------- | --- | ----------------------------- | --------------------------------------------------------------------------- |
|                                            |                                                         | |                               |                                                                             |
|                                            | Самуэль Барош — 00:00-22:00 Рихард Саболь — 22:00-60:00 | Вратари | 00:00-60:00 — Марек Лангхамер | Судьи: Антти Боман Маркус Линде Линейные судьи: Хенрик Пильблад Йоонас Саха |
|                                            | Голы:                                                   | |                               | Судьи: Антти Боман Маркус Линде Линейные судьи: Хенрик Пильблад Йоонас Саха |
| Милан Колена — 39:56 (Д. Григер, М. Ревай) | 0:1 0:2 0:3 0:4 1:4                                     | 00:18 — Давид Пастрняк (М. Прохазка) 03:54 — Ондржей Каше (Я. Кошталек) 22:00 — Мартин Прохазка (Д. Симон) 26:46 — Петр Шидлик (бол.) (М. Прохазка, Д. Пастрняк) |                               | Судьи: Антти Боман Маркус Линде Линейные судьи: Хенрик Пильблад Йоонас Саха |
|                                            |                                                         | |                               | Судьи: Антти Боман Маркус Линде Линейные судьи: Хенрик Пильблад Йоонас Саха |
|                                            |                                                         | |                               | Судьи: Антти Боман Маркус Линде Линейные судьи: Хенрик Пильблад Йоонас Саха |
|                                            |                                                         | |                               | Судьи: Антти Боман Маркус Линде Линейные судьи: Хенрик Пильблад Йоонас Саха |
| 10 мин                                     | Штраф                                                   | 33 мин |                               | Судьи: Антти Боман Маркус Линде Линейные судьи: Хенрик Пильблад Йоонас Саха |
|                                            |                                                         | |                               |                                                                             |
|                                            | 32                                                      | Броски | 28                            |                                                                             |

| 31 декабря 2013 17:30 | США | 2:3 (0:0, 1:1, 1:2) | Канада | Исстадион Зрителей: 3882 |

| Отчёт                                                                                             | Отчёт                     | Отчёт | Отчёт                       | Отчёт                                                                                 |
| ------------------------------------------------------------------------------------------------- | ------------------------- | --- | --------------------------- | ------------------------------------------------------------------------------------- |
|                                                                                                   |                           | |                             |                                                                                       |
|                                                                                                   | Джон Гиллис — 00:00-59:06 | Вратари | 00:00-60:00 — Закари Фукале | Судьи: Тобиас Бьёрк Даниэль Штрикер Линейные судьи: Андреас Коверт Эдуард Метальников |
|                                                                                                   | Голы:                     | |                             | Судьи: Тобиас Бьёрк Даниэль Штрикер Линейные судьи: Андреас Коверт Эдуард Метальников |
| Райли Барбер (мен.) — 23:29 (Дж. Слэвин, Н. Кердайлс) Стефан Матто — 57:15 (Г. Фэшинг, У. Бутчер) | 1:0 1:1 1:2 1:3 2:3       | 32:19 — Ник Петан (Э. Манта) 43:54 — Коннор Макдэвид (Б. Хорват, Дж. Моррисси) 46:13 — Кёртис Лазар (бол.) (Дж. Друэн, Д. Пульо) |                             | Судьи: Тобиас Бьёрк Даниэль Штрикер Линейные судьи: Андреас Коверт Эдуард Метальников |
|                                                                                                   |                           | |                             | Судьи: Тобиас Бьёрк Даниэль Штрикер Линейные судьи: Андреас Коверт Эдуард Метальников |
|                                                                                                   |                           | |                             | Судьи: Тобиас Бьёрк Даниэль Штрикер Линейные судьи: Андреас Коверт Эдуард Метальников |
|                                                                                                   |                           | |                             | Судьи: Тобиас Бьёрк Даниэль Штрикер Линейные судьи: Андреас Коверт Эдуард Метальников |
| 10 мин                                                                                            | Штраф                     | 6 мин |                             | Судьи: Тобиас Бьёрк Даниэль Штрикер Линейные судьи: Андреас Коверт Эдуард Метальников |
|                                                                                                   |                           | |                             |                                                                                       |
|                                                                                                   | 26                        | Броски | 24                          |                                                                                       |

### Группа B
| М | Сборная   | И | В | ВО | ПО | П | ШЗ | ШП | РШ  | О  |
| - | --------- | - | - | -- | -- | - | -- | -- | --- | -- |
| 1 | Швеция    | 4 | 4 | 0  | 0  | 0 | 22 | 7  | +15 | 12 |
| 2 | Финляндия | 4 | 2 | 0  | 1  | 1 | 14 | 10 | +4  | 7  |
| 3 | Россия    | 4 | 2 | 0  | 0  | 2 | 21 | 8  | +13 | 6  |
| 4 | Швейцария | 4 | 1 | 1  | 0  | 2 | 11 | 17 | −6  | 5  |
| 5 | Норвегия  | 4 | 0 | 0  | 0  | 4 | 3  | 29 | −26 | 0  |

Время местное (UTC+1).
| 26 декабря 2013 15:00 | Норвегия | 0:11 (0:5, 0:5, 0:1) | Россия | Мальмё Арена Зрителей: 4260 |

| Отчёт  | Отчёт                                                        | Отчёт | Отчёт                                                       | Отчёт                                                                      |
| ------ | ------------------------------------------------------------ | --- | ----------------------------------------------------------- | -------------------------------------------------------------------------- |
|        |                                                              | |                                                             |                                                                            |
|        | Хенрик Хаукеланн — 00:00-40:00 Йоаким Свендсен — 40:00-60:00 | Вратари | 00:00-29:20 — Андрей Василевский 29:20-60:00 — Иван Налимов | Судьи: Стив Пэпп Девин Пиккотт Линейные судьи: Хенрик Пильблад Йоонас Саха |
|        | Голы:                                                        | |                                                             | Судьи: Стив Пэпп Девин Пиккотт Линейные судьи: Хенрик Пильблад Йоонас Саха |
|        | 0:1 0:2 0:3 0:4 0:5 0:6 0:7 0:8 0:9 0:10 0:11                | 05:04 — Вячеслав Основин (Д. Жафяров, А. Барабанов) 06:26 — Никита Задоров (П. Бучневич, М. Григоренко) 06:37 — Дамир Жафяров (В. Основин, А. Береглазов) 13:35 — Вадим Хлопотов (И. Барбашев, А. Миронов) 15:03 — Михаил Григоренко (И. Любушкин, П. Бучневич) 26:57 — Вадим Хлопотов (Б. Якимов) 29:20 — Никита Трямкин 31:03 — Антон Слепышев (бол.) (М. Григоренко) 37:18 — Никита Задоров (мен.) 38:25 — Александр Барабанов (бол.) (Н. Трямкин, Д. Жафяров) 48:02 — Антон Слепышев (И. Любушкин) |                                                             | Судьи: Стив Пэпп Девин Пиккотт Линейные судьи: Хенрик Пильблад Йоонас Саха |
|        |                                                              | |                                                             | Судьи: Стив Пэпп Девин Пиккотт Линейные судьи: Хенрик Пильблад Йоонас Саха |
|        |                                                              | |                                                             | Судьи: Стив Пэпп Девин Пиккотт Линейные судьи: Хенрик Пильблад Йоонас Саха |
|        |                                                              | |                                                             | Судьи: Стив Пэпп Девин Пиккотт Линейные судьи: Хенрик Пильблад Йоонас Саха |
| 18 мин | Штраф                                                        | 8 мин |                                                             | Судьи: Стив Пэпп Девин Пиккотт Линейные судьи: Хенрик Пильблад Йоонас Саха |
|        |                                                              | |                                                             |                                                                            |
|        | 14                                                           | Броски | 35                                                          |                                                                            |

| 26 декабря 2013 19:00 | Швейцария | 3:5 (2:3, 0:0, 1:2) | Швеция | Мальмё Арена Зрителей: 11 109 |

| Отчёт | Отчёт                          | Отчёт | Отчёт                     | Отчёт                                                                                |
| --- | ------------------------------ | --- | ------------------------- | ------------------------------------------------------------------------------------ |
| |                                | |                           |                                                                                      |
| | Мелвин Ниффелер — 00:00-58:22  | Вратари | 00:00-60:00 — Оскар Данск | Судьи: Тимоти Майер Евгений Ромасько Линейные судьи: Бенуа Мартино Фрэйзер Макинтайр |
| | Голы:                          | |                           | Судьи: Тимоти Майер Евгений Ромасько Линейные судьи: Бенуа Мартино Фрэйзер Макинтайр |
| Сандро Цанггер (бол.) — 05:43 (Дж. Фукс) Кевин Фиала — 08:23 (В. Праплан) Фабрис Херцог — 41:01 (С. Цанггер) | 1:0 1:1 2:1 2:2 2:3 :3 3:4 3:5 | 06:54 — Филип Форсберг (Я. де ла Роз) 08:44 — Лукас Бенгтссон (Э. Карлссон) 17:19 — Оскар Сундквист (бол.) (Ф. Форсберг, Я. де ла Роз) 42:43 — Кристиан Дьос (бол.) (А. Бураковски, Ф. Форсберг) 57:13 — Андреас Юнссон (А. Веннберг) |                           | Судьи: Тимоти Майер Евгений Ромасько Линейные судьи: Бенуа Мартино Фрэйзер Макинтайр |
| |                                | |                           | Судьи: Тимоти Майер Евгений Ромасько Линейные судьи: Бенуа Мартино Фрэйзер Макинтайр |
| |                                | |                           | Судьи: Тимоти Майер Евгений Ромасько Линейные судьи: Бенуа Мартино Фрэйзер Макинтайр |
| |                                | |                           | Судьи: Тимоти Майер Евгений Ромасько Линейные судьи: Бенуа Мартино Фрэйзер Макинтайр |
| 12 мин | Штраф                          | 12 мин |                           | Судьи: Тимоти Майер Евгений Ромасько Линейные судьи: Бенуа Мартино Фрэйзер Макинтайр |
| |                                | |                           |                                                                                      |
| | 33                             | Броски | 36                        |                                                                                      |

| 27 декабря 2013 17:30 | Финляндия | 5:1 (1:0, 3:0, 1:1) | Норвегия | Мальмё Арена Зрителей: 734 |

| Отчёт | Отчёт                    | Отчёт                                          | Отчёт                         | Отчёт                                                                            |
| --- | ------------------------ | ---------------------------------------------- | ----------------------------- | -------------------------------------------------------------------------------- |
| |                          |                                                |                               |                                                                                  |
| | Юусе Сарос — 00:00-60:00 | Вратари                                        | 00:00-60:00 — Йоаким Свендсен | Судьи: Тобиас Бьёрк Маркус Линде Линейные судьи: Йорис Мюллер Рудольф Тосеновьян |
| | Голы:                    |                                                |                               | Судьи: Тобиас Бьёрк Маркус Линде Линейные судьи: Йорис Мюллер Рудольф Тосеновьян |
| Арттури Лехконен (бол.) — 19:13 (С. Мяэналанен) Саку Мяэналанен — 22:57 (Т. Терявяйнен, А. Лехконен) Саку Мяэналанен — 34:19 (В. Покка) Йони Никко — 35:18 (Р. Кулмала) Вилле Лескинен — 47:40 (О. Раухала) | 1:0 2:0 3:0 4:0 5:0 5:1  | 56:52 — Тим-Робин Йонсгор (К. Раск, Е. Теньюм) |                               | Судьи: Тобиас Бьёрк Маркус Линде Линейные судьи: Йорис Мюллер Рудольф Тосеновьян |
| |                          |                                                |                               | Судьи: Тобиас Бьёрк Маркус Линде Линейные судьи: Йорис Мюллер Рудольф Тосеновьян |
| |                          |                                                |                               | Судьи: Тобиас Бьёрк Маркус Линде Линейные судьи: Йорис Мюллер Рудольф Тосеновьян |
| |                          |                                                |                               | Судьи: Тобиас Бьёрк Маркус Линде Линейные судьи: Йорис Мюллер Рудольф Тосеновьян |
| 14 мин | Штраф                    | 8 мин                                          |                               | Судьи: Тобиас Бьёрк Маркус Линде Линейные судьи: Йорис Мюллер Рудольф Тосеновьян |
| |                          |                                                |                               |                                                                                  |
| | 48                       | Броски                                         | 29                            |                                                                                  |

| 28 декабря 2013 15:00 | Швеция | 4:2 (1:1, 2:0, 1:1) | Финляндия | Мальмё Арена Зрителей: 11 604 |

| Отчёт | Отчёт                     | Отчёт                                                                           | Отчёт                     | Отчёт                                                                             |
| --- | ------------------------- | ------------------------------------------------------------------------------- | ------------------------- | --------------------------------------------------------------------------------- |
| |                           |                                                                                 |                           |                                                                                   |
| | Оскар Данск — 00:00-60:00 | Вратари                                                                         | 00:00-60:00 — Вилле Хуссо | Судьи: Рене Градил Даниэль Штрикер Линейные судьи: Фрэйзер Макинтайр Петер Шевчик |
| | Голы:                     |                                                                                 |                           | Судьи: Рене Градил Даниэль Штрикер Линейные судьи: Фрэйзер Макинтайр Петер Шевчик |
| Александр Веннберг (бол.) — 04:15 (Л. Валльмарк, А. Юнсон) Андреас Юнсон — 34:04 (А. Веннберг, С. Колльберг) Якоб де ла Роз — 36:19 (Ф. Форсберг) Александр Веннберг — 47:27 (А. Юнсон) | 0:1 :1 2:1 3:1 3:2 4:2    | 00:41 — Эса Линделль (Т. Терявяйнен) 40:45 — Расмус Ристолайнен (Т. Терявяйнен) |                           | Судьи: Рене Градил Даниэль Штрикер Линейные судьи: Фрэйзер Макинтайр Петер Шевчик |
| |                           |                                                                                 |                           | Судьи: Рене Градил Даниэль Штрикер Линейные судьи: Фрэйзер Макинтайр Петер Шевчик |
| |                           |                                                                                 |                           | Судьи: Рене Градил Даниэль Штрикер Линейные судьи: Фрэйзер Макинтайр Петер Шевчик |
| |                           |                                                                                 |                           | Судьи: Рене Градил Даниэль Штрикер Линейные судьи: Фрэйзер Макинтайр Петер Шевчик |
| 16 мин | Штраф                     | 20 мин                                                                          |                           | Судьи: Рене Градил Даниэль Штрикер Линейные судьи: Фрэйзер Макинтайр Петер Шевчик |
| |                           |                                                                                 |                           |                                                                                   |
| | 30                        | Броски                                                                          | 20                        |                                                                                   |

| 28 декабря 2013 19:00 | Россия | 7:1 (2:1, 3:0, 2:0) | Швейцария | Мальмё Арена Зрителей: 7543 |

| Отчёт | Отчёт                            | Отчёт                | Отчёт                    | Отчёт                                                                       |
| --- | -------------------------------- | -------------------- | ------------------------ | --------------------------------------------------------------------------- |
| |                                  |                      |                          |                                                                             |
| | Андрей Василевский — 00:00-60:00 | Вратари              | 00:00-60:00 — Саша Рохов | Судьи: Тобиас Бьёрк Йозеф Кубуш Линейные судьи: Кэндзи Косака Бенуа Мартино |
| | Голы:                            |                      |                          | Судьи: Тобиас Бьёрк Йозеф Кубуш Линейные судьи: Кэндзи Косака Бенуа Мартино |
| Иван Барбашев — 16:27 Андрей Миронов (бол.) — 17:31 (А. Слепышев) Богдан Якимов (бол.) — 26:23 (А. Береглазов, А. Василевский) Александр Барабанов — 31:27 (И. Любушкин) Дамир Жафяров — 32:01 (А. Барабанов, Н. Трямкин) Вячеслав Основин (бол.) — 48:17 (Д. Жафяров) Михаил Григоренко (бол.) — 49:52 (П. Бучневич, Н. Задоров) | 0:1 :1 2:1 3:1 4:1 5:1 6:1 7:1   | 15:02 — Джейсон Фукс |                          | Судьи: Тобиас Бьёрк Йозеф Кубуш Линейные судьи: Кэндзи Косака Бенуа Мартино |
| |                                  |                      |                          | Судьи: Тобиас Бьёрк Йозеф Кубуш Линейные судьи: Кэндзи Косака Бенуа Мартино |
| |                                  |                      |                          | Судьи: Тобиас Бьёрк Йозеф Кубуш Линейные судьи: Кэндзи Косака Бенуа Мартино |
| |                                  |                      |                          | Судьи: Тобиас Бьёрк Йозеф Кубуш Линейные судьи: Кэндзи Косака Бенуа Мартино |
| 6 мин | Штраф                            | 34 мин               |                          | Судьи: Тобиас Бьёрк Йозеф Кубуш Линейные судьи: Кэндзи Косака Бенуа Мартино |
| |                                  |                      |                          |                                                                             |
| | 34                               | Броски               | 26                       |                                                                             |

| 29 декабря 2013 17:30 | Норвегия | 0:10 (0:3, 0:3, 0:4) | Швеция | Мальмё Арена Зрителей: 11 296 |

| Отчёт  | Отчёт                                    | Отчёт | Отчёт                        | Отчёт                                                                         |
| ------ | ---------------------------------------- | --- | ---------------------------- | ----------------------------------------------------------------------------- |
|        |                                          | |                              |                                                                               |
|        | Хенрик Хаукеланн — 00:00-60:00           | Вратари | 00:00-60:00 — Маркус Хёгберг | Судьи: Антти Боман Марк Виганд Линейные судьи: Фрэйзер Макинтайр Петер Шевчик |
|        | Голы:                                    | |                              | Судьи: Антти Боман Марк Виганд Линейные судьи: Фрэйзер Макинтайр Петер Шевчик |
|        | 0:1 0:2 0:3 0:4 0:5 0:6 0:7 0:8 0:9 0:10 | 03:26 — Густав Олофссон (А. Юнсон, А. Веннберг) 08:55 — Андре Бураковски (бол.) (Я. де ла Роз, Э. Линдхольм) 15:42 — Андре Бураковски (бол.) (Г. Олофссон, Ф. Форсберг) 21:16 — Роберт Хегг (Н. Сёренсен, Л. Валльмарк) 25:01 — Андре Бураковски (Н. Сёренсен) 29:42 — Себастьян Колльберг (бол.) (Ф. Форсберг, Э. Линдхольм) 43:40 — Робин Норелль (С. Колльберг, А. Веннберг) 46:31 — Александр Веннберг (С. Колльберг) 51:51 — Элиас Линдхольм (бол.) (Ф. Форсберг, Г. Олофссон) 57:37 — Ник Сёренсен (бол.) (Э. Карлссон, Л. Бенгтссон) |                              | Судьи: Антти Боман Марк Виганд Линейные судьи: Фрэйзер Макинтайр Петер Шевчик |
|        |                                          | |                              | Судьи: Антти Боман Марк Виганд Линейные судьи: Фрэйзер Макинтайр Петер Шевчик |
|        |                                          | |                              | Судьи: Антти Боман Марк Виганд Линейные судьи: Фрэйзер Макинтайр Петер Шевчик |
|        |                                          | |                              | Судьи: Антти Боман Марк Виганд Линейные судьи: Фрэйзер Макинтайр Петер Шевчик |
| 16 мин | Штраф                                    | 12 мин |                              | Судьи: Антти Боман Марк Виганд Линейные судьи: Фрэйзер Макинтайр Петер Шевчик |
|        |                                          | |                              |                                                                               |
|        | 13                                       | Броски | 45                           |                                                                               |

| 30 декабря 2013 15:00 | Россия | 1:4 (1:0, 0:3, 0:1) | Финляндия | Мальмё Арена Зрителей: 945 |

| Отчёт                                                 | Отчёт                      | Отчёт | Отчёт                    | Отчёт                                                                         |
| ----------------------------------------------------- | -------------------------- | --- | ------------------------ | ----------------------------------------------------------------------------- |
|                                                       |                            | |                          |                                                                               |
|                                                       | Иван Налимов — 00:00-60:00 | Вратари | 00:00-60:00 — Юусе Сарос | Судьи: Йозеф Кубуш Даниэль Штрикер Линейные судьи: Бенуа Мартино Йорис Мюллер |
|                                                       | Голы:                      | |                          | Судьи: Йозеф Кубуш Даниэль Штрикер Линейные судьи: Бенуа Мартино Йорис Мюллер |
| Валерий Васильев — 05:27 (П. Бучневич, М. Григоренко) | 1:0 1:1 1:2 1:3 1:4        | 22:21 — Саку Мяэналанен (бол.) (В. Покка, Т. Терявяйнен) 30:20 — Хенрик Хаапала (Т. Терявяйнен, Э. Линделль) 35:07 — Расмус Кулмала (Ю. Иконен, С. Киннунен) 47:39 — Йони Никко (бол.) (Х. Иконен, А. Мустонен) |                          | Судьи: Йозеф Кубуш Даниэль Штрикер Линейные судьи: Бенуа Мартино Йорис Мюллер |
|                                                       |                            | |                          | Судьи: Йозеф Кубуш Даниэль Штрикер Линейные судьи: Бенуа Мартино Йорис Мюллер |
|                                                       |                            | |                          | Судьи: Йозеф Кубуш Даниэль Штрикер Линейные судьи: Бенуа Мартино Йорис Мюллер |
|                                                       |                            | |                          | Судьи: Йозеф Кубуш Даниэль Штрикер Линейные судьи: Бенуа Мартино Йорис Мюллер |
| 10 мин                                                | Штраф                      | 8 мин |                          | Судьи: Йозеф Кубуш Даниэль Штрикер Линейные судьи: Бенуа Мартино Йорис Мюллер |
|                                                       |                            | |                          |                                                                               |
|                                                       | 29                         | Броски | 31                       |                                                                               |

| 30 декабря 2013 19:00 | Швейцария | 3:2 (0:1, 1:0, 2:1) | Норвегия | Мальмё Арена Зрителей: 418 |

| Отчёт | Отчёт                         | Отчёт                                                                      | Отчёт                         | Отчёт                                                                             |
| --- | ----------------------------- | -------------------------------------------------------------------------- | ----------------------------- | --------------------------------------------------------------------------------- |
| |                               |                                                                            |                               |                                                                                   |
| | Мелвин Ниффелер — 00:00-60:00 | Вратари                                                                    | 00:00-59:58 — Йоаким Свендсен | Судьи: Тимоти Майер Девин Пиккотт Линейные судьи: Петер Шевчик Рудольф Тосеновьян |
| | Голы:                         |                                                                            |                               | Судьи: Тимоти Майер Девин Пиккотт Линейные судьи: Петер Шевчик Рудольф Тосеновьян |
| Фабрис Херцог (бол.) — 34:39 (К. Фиала, С. Цанггер) Мирко Мюллер — 46:17 (С. Цанггер) Энтони Руллье (бол.) — 51:42 (К. Фиала) | 0:1 :1 2:1 2:2 3:2            | 09:27 — Эрленд Лесунд 49:00 — Кристофер Раск (бол.) (Е. Теньюм, Э. Лесунд) |                               | Судьи: Тимоти Майер Девин Пиккотт Линейные судьи: Петер Шевчик Рудольф Тосеновьян |
| |                               |                                                                            |                               | Судьи: Тимоти Майер Девин Пиккотт Линейные судьи: Петер Шевчик Рудольф Тосеновьян |
| |                               |                                                                            |                               | Судьи: Тимоти Майер Девин Пиккотт Линейные судьи: Петер Шевчик Рудольф Тосеновьян |
| |                               |                                                                            |                               | Судьи: Тимоти Майер Девин Пиккотт Линейные судьи: Петер Шевчик Рудольф Тосеновьян |
| 16 мин | Штраф                         | 14 мин                                                                     |                               | Судьи: Тимоти Майер Девин Пиккотт Линейные судьи: Петер Шевчик Рудольф Тосеновьян |
| |                               |                                                                            |                               |                                                                                   |
| | 38                            | Броски                                                                     | 26                            |                                                                                   |

| 31 декабря 2013 14:00 | Швеция | 3:2 (2:0, 0:1, 1:1) | Россия | Мальмё Арена Зрителей: 11 528 |

| Отчёт | Отчёт                     | Отчёт | Отчёт                            | Отчёт                                                                         |
| --- | ------------------------- | --- | -------------------------------- | ----------------------------------------------------------------------------- |
| |                           | |                                  |                                                                               |
| | Оскар Данск — 00:00-60:00 | Вратари | 00:00-59:40 — Андрей Василевский | Судьи: Рене Градил Марк Виганд Линейные судьи: Фрэйзер Макинтайр Йорис Мюллер |
| | Голы:                     | |                                  | Судьи: Рене Градил Марк Виганд Линейные судьи: Фрэйзер Макинтайр Йорис Мюллер |
| Андреас Юнсон (бол.) — 03:29 (С. Колльберг, Л. Валльмарк) Ник Сёренсен — 17:01 (Л. Валльмарк, А. Бураковски Якоб де ла Роз — 57:38 (Г. Олофссон, Э. Линдхольм) | 1:0 2:0 2:1 2:2 3:2       | 24:47 — Александр Барабанов (бол.) (В. Основин, И. Любушкин) 51:22 — Михаил Григоренко (бол.) (П. Бучневич, А. Слепышев) |                                  | Судьи: Рене Градил Марк Виганд Линейные судьи: Фрэйзер Макинтайр Йорис Мюллер |
| |                           | |                                  | Судьи: Рене Градил Марк Виганд Линейные судьи: Фрэйзер Макинтайр Йорис Мюллер |
| |                           | |                                  | Судьи: Рене Градил Марк Виганд Линейные судьи: Фрэйзер Макинтайр Йорис Мюллер |
| |                           | |                                  | Судьи: Рене Градил Марк Виганд Линейные судьи: Фрэйзер Макинтайр Йорис Мюллер |
| 6 мин | Штраф                     | 20 мин |                                  | Судьи: Рене Градил Марк Виганд Линейные судьи: Фрэйзер Макинтайр Йорис Мюллер |
| |                           | |                                  |                                                                               |
| | 32                        | Броски | 25                               |                                                                               |

| 31 декабря 2013 18:00 | Финляндия | 3:4 (Б) (1:1, 1:2, 1:0, 0:0, 0:1) | Швейцария | Мальмё Арена Зрителей: 718 |

| Отчёт | Отчёт                                              | Отчёт | Отчёт                         | Отчёт                                                                      |
| --- | -------------------------------------------------- | --- | ----------------------------- | -------------------------------------------------------------------------- |
| |                                                    | |                               |                                                                            |
| | Вилле Хуссо — 00:00-29:49 Юусе Сарос — 29:49-65:00 | Вратари | 00:00-65:00 — Мелвин Ниффелер | Судьи: Стив Пэпп Девин Пиккотт Линейные судьи: Кэндзи Косака Бенуа Мартино |
| | Голы:                                              | |                               | Судьи: Стив Пэпп Девин Пиккотт Линейные судьи: Кэндзи Косака Бенуа Мартино |
| Вилле Покка (бол.) — 19:34 (Э. Линделль, Т. Терявяйнен) Алекси Мустонен — 30:29 (Х. Иконен, Ю. Вайнио) Саку Мяэналанен — 40:35 (Т. Терявяйнен, Х. Хаапала) | 0:1 :1 1:2 1:3 2:3 3:3 3:4                         | 18:50 — Флавио Шмуц (К. Фиала) 26:56 — Фабрис Херцог 29:49 — Нико Дюннер (М. Мюллер) 65:00 — Клод Пашу (поб. бул.) |                               | Судьи: Стив Пэпп Девин Пиккотт Линейные судьи: Кэндзи Косака Бенуа Мартино |
| | Буллиты:                                           | |                               | Судьи: Стив Пэпп Девин Пиккотт Линейные судьи: Кэндзи Косака Бенуа Мартино |
| Алекси Мустонен Саку Мяэналанен Теуво Терявяйнен Эса Линделль Юусо Иконен                                                                                  |                                                    | Сандро Цанггер Фабрис Херцог Кевин Фиала Венсан Праплан Джейсон Фукс Клод Пашу                                     |                               | Судьи: Стив Пэпп Девин Пиккотт Линейные судьи: Кэндзи Косака Бенуа Мартино |
| |                                                    | |                               | Судьи: Стив Пэпп Девин Пиккотт Линейные судьи: Кэндзи Косака Бенуа Мартино |
| 10 мин | Штраф                                              | 14 мин |                               | Судьи: Стив Пэпп Девин Пиккотт Линейные судьи: Кэндзи Косака Бенуа Мартино |
| |                                                    | |                               |                                                                            |
| | 40                                                 | Броски | 34                            |                                                                            |

## Утешительный раунд
Команды выявили лучшего в серии до двух побед. Сборная Германии одержала победу в двух матчах и заняла девятое место на турнире. Проигравшая серию сборная Норвегии занимает десятое место и переходит в первый дивизион чемпионата мира 2015 года.
Время местное (UTC+1).
| 2 января 2014 11:00 | Германия | 0:3 (0:0, 0:3, 0:0) | Норвегия | Мальмё Арена Зрителей: 294 |

| Отчёт  | Отчёт                       | Отчёт | Отчёт                         | Отчёт                                                                         |
| ------ | --------------------------- | --- | ----------------------------- | ----------------------------------------------------------------------------- |
|        |                             | |                               |                                                                               |
|        | Марвин Кюппер — 00:00-60:00 | Вратари | 00:00-60:00 — Йоаким Свендсен | Судьи: Рене Градил Стив Пэпп Линейные судьи: Бенуа Мартино Эдуард Метальников |
|        | Голы:                       | |                               | Судьи: Рене Градил Стив Пэпп Линейные судьи: Бенуа Мартино Эдуард Метальников |
|        | 0:1 0:2 0:3                 | 25:06 — Мартин Рённильд (бол.) (Л. Хофф, Й. Картеруд) 26:19 — Дидрик Свендсен (С. Нильсен, М. Нильсен) 33:42 — Андреас Клавестад (бол.) (Э. Лесунд, Й. Кертеруд) |                               | Судьи: Рене Градил Стив Пэпп Линейные судьи: Бенуа Мартино Эдуард Метальников |
|        |                             | |                               | Судьи: Рене Градил Стив Пэпп Линейные судьи: Бенуа Мартино Эдуард Метальников |
|        |                             | |                               | Судьи: Рене Градил Стив Пэпп Линейные судьи: Бенуа Мартино Эдуард Метальников |
|        |                             | |                               | Судьи: Рене Градил Стив Пэпп Линейные судьи: Бенуа Мартино Эдуард Метальников |
| 35 мин | Штраф                       | 4 мин |                               | Судьи: Рене Градил Стив Пэпп Линейные судьи: Бенуа Мартино Эдуард Метальников |
|        |                             | |                               |                                                                               |
|        | 29                          | Броски | 24                            |                                                                               |

| 3 января 2014 16:00 | Норвегия | 3:4 (1:2, 2:0, 0:2) | Германия | Исстадион Зрителей: 463 |

| Отчёт | Отчёт                         | Отчёт | Отчёт                       | Отчёт                                                                            |
| --- | ----------------------------- | --- | --------------------------- | -------------------------------------------------------------------------------- |
| |                               | |                             |                                                                                  |
| | Йоаким Свендсен — 00:00-60:00 | Вратари | 00:00-60:00 — Марвин Кюппер | Судьи: Антти Боман Даниэль Штрикер Линейные судьи: Фрэйзер Макинтайр Йоонас Саха |
| | Голы:                         | |                             | Судьи: Антти Боман Даниэль Штрикер Линейные судьи: Фрэйзер Макинтайр Йоонас Саха |
| Йёрген Картеруд — 03:32 (Л. Хофф, М. Сёберг) Симен Нильсен — 23:58 (Д. Свендсен, М. Нильсен) Тим-Робин Йонсгор (бол.) — 34:48 (Е. Теньюм, Э. Лесунд) | 1:0 1:1 1:2 :2 3:2 3:3 3:4    | 05:35 — Свен Циглер (М. Каммерер, Ф. Вагнер) 07:50 — Леон Драйзайтль (Д. Кахун) 46:25 — Маркус Айзеншмид (П. Клёппер) 47:41 — Леон Драйзайтль |                             | Судьи: Антти Боман Даниэль Штрикер Линейные судьи: Фрэйзер Макинтайр Йоонас Саха |
| |                               | |                             | Судьи: Антти Боман Даниэль Штрикер Линейные судьи: Фрэйзер Макинтайр Йоонас Саха |
| |                               | |                             | Судьи: Антти Боман Даниэль Штрикер Линейные судьи: Фрэйзер Макинтайр Йоонас Саха |
| |                               | |                             | Судьи: Антти Боман Даниэль Штрикер Линейные судьи: Фрэйзер Макинтайр Йоонас Саха |
| 12 мин | Штраф                         | 31 мин |                             | Судьи: Антти Боман Даниэль Штрикер Линейные судьи: Фрэйзер Макинтайр Йоонас Саха |
| |                               | |                             |                                                                                  |
| | 32                            | Броски | 41                          |                                                                                  |

| 5 января 2014 12:00 | Германия | 3:1 (1:0, 1:0, 1:1) | Норвегия | Исстадион Зрителей: 157 |

| Отчёт | Отчёт                       | Отчёт                                            | Отчёт                                     | Отчёт                                                                     |
| --- | --------------------------- | ------------------------------------------------ | ----------------------------------------- | ------------------------------------------------------------------------- |
| |                             |                                                  |                                           |                                                                           |
| | Марвин Кюппер — 00:00-60:00 | Вратари                                          | 00:00-57:47 — Йоаким Свендсен 59:04-59:20 | Судьи: Йозеф Кубуш Маркус Линде Линейные судьи: Кэндзи Косака Йоонас Саха |
| | Голы:                       |                                                  |                                           | Судьи: Йозеф Кубуш Маркус Линде Линейные судьи: Кэндзи Косака Йоонас Саха |
| Фредерик Тиффельс — 19:46 (Л. Драйзайтль) Доминик Кахун — 39:20 (Л. Драйзайтль, Ф. Тиффельс) Патрик Клёппер — 43:43 (В. Филин, Ф. Вагнер) | 1:0 2:0 3:0 3:1             | 54:25 — Магнус Фискер (А. Хенриксен, С. Нильсен) |                                           | Судьи: Йозеф Кубуш Маркус Линде Линейные судьи: Кэндзи Косака Йоонас Саха |
| |                             |                                                  |                                           | Судьи: Йозеф Кубуш Маркус Линде Линейные судьи: Кэндзи Косака Йоонас Саха |
| |                             |                                                  |                                           | Судьи: Йозеф Кубуш Маркус Линде Линейные судьи: Кэндзи Косака Йоонас Саха |
| |                             |                                                  |                                           | Судьи: Йозеф Кубуш Маркус Линде Линейные судьи: Кэндзи Косака Йоонас Саха |
| 12 мин | Штраф                       | 10 мин                                           |                                           | Судьи: Йозеф Кубуш Маркус Линде Линейные судьи: Кэндзи Косака Йоонас Саха |
| |                             |                                                  |                                           |                                                                           |
| | 26                          | Броски                                           | 35                                        |                                                                           |

## Плей-офф
|  | Четвертьфиналы | Четвертьфиналы | Четвертьфиналы | Четвертьфиналы | Четвертьфиналы | Четвертьфиналы | Четвертьфиналы | Четвертьфиналы | Четвертьфиналы | Четвертьфиналы |           |        | Полуфиналы | Полуфиналы | Полуфиналы | Полуфиналы        | Полуфиналы        | Полуфиналы        | Полуфиналы        | Полуфиналы        | Полуфиналы        | Полуфиналы        |                   |                   | Финал             | Финал  | Финал  | Финал  | Финал  | Финал  | Финал  | Финал  | Финал  | Финал |
|  |                |                |                |                |                |                |                |                |                |                |           |        |            |            |            |                   |                   |                   |                   |                   |                   |                   |                   |                   |                   |        |        |        |        |        |        |        |        |       |
|  | B1             | Швеция         | Швеция         | Швеция         | Швеция         | Швеция         | Швеция         | Швеция         | Швеция         | 6              |           |        |            |            |            |                   |                   |                   |                   |                   |                   |                   |                   |                   |                   |        |        |        |        |        |        |        |        |       |
|  | B1             | Швеция         | Швеция         | Швеция         | Швеция         | Швеция         | Швеция         | Швеция         | Швеция         | 6              |           |        |            |            |            |                   |                   |                   |                   |                   |                   |                   |                   |                   |                   |        |        |        |        |        |        |        |        |       |
|  | А4             | Словакия       | Словакия       | Словакия       | Словакия       | Словакия       | Словакия       | Словакия       | Словакия       | 0              |           |        |            |            |            |                   |                   |                   |                   |                   |                   |                   |                   |                   |                   |        |        |        |        |        |        |        |        |       |
|  | А4             | Словакия       | Словакия       | Словакия       | Словакия       | Словакия       | Словакия       | Словакия       | Словакия       | 0              | WQF1      | Швеция | Швеция     | Швеция     | Швеция     | Швеция            | Швеция            | Швеция            | Швеция            | 2                 |                   |                   |                   |                   |                   |        |        |        |        |        |        |        |        |       |
|  |                |                |                |                |                |                |                |                |                |                | WQF1      | Швеция | Швеция     | Швеция     | Швеция     | Швеция            | Швеция            | Швеция            | Швеция            | 2                 |                   |                   |                   |                   |                   |        |        |        |        |        |        |        |        |       |
|  |                |                | WQF2           | Россия         | Россия         | Россия         | Россия         | Россия         | Россия         | Россия         | Россия    | 1      |            |            |            |                   |                   |                   |                   |                   |                   |                   |                   |                   |                   |        |        |        |        |        |        |        |        |       |
|  | A2             | США            | США            | США            | США            | США            | США            | США            | США            | Россия         | Россия    | 1      | 3          |            |            |                   |                   |                   |                   |                   |                   |                   |                   |                   |                   |        |        |        |        |        |        |        |        |       |
|  | A2             | США            | США            | США            | США            | США            | США            | США            | США            |                |           |        | 3          |            |            |                   |                   |                   |                   |                   |                   |                   |                   |                   |                   |        |        |        |        |        |        |        |        |       |
|  | B3             | Россия         | Россия         | Россия         | Россия         | Россия         | Россия         | Россия         | Россия         | 5              |           |        |            |            |            |                   |                   |                   |                   |                   |                   |                   |                   |                   |                   |        |        |        |        |        |        |        |        |       |
|  | B3             | Россия         | Россия         | Россия         | Россия         | Россия         | Россия         | Россия         | Россия         | 5              |           |        |            |            |            |                   |                   |                   |                   |                   |                   |                   | WSF1              | Швеция            | Швеция            | Швеция | Швеция | Швеция | Швеция | Швеция | Швеция | 2      |        |       |
|  |                |                |                |                |                |                |                |                |                |                |           |        |            |            |            |                   |                   |                   |                   |                   |                   |                   | WSF1              | Швеция            | Швеция            | Швеция | Швеция | Швеция | Швеция | Швеция | Швеция | 2      |        |       |
|  |                |                | WSF2           | Финляндия      | Финляндия      | Финляндия      | Финляндия      | Финляндия      | Финляндия      | Финляндия      | Финляндия | 3      |            |            |            |                   |                   |                   |                   |                   |                   |                   |                   |                   |                   |        |        |        |        |        |        |        |        |       |
|  | A1             | Канада         | Канада         | Канада         | Канада         | Канада         | Канада         | Канада         | Канада         | Финляндия      | Финляндия | 3      | 4          |            |            |                   |                   |                   |                   |                   |                   |                   |                   |                   |                   |        |        |        |        |        |        |        |        |       |
|  | A1             | Канада         | Канада         | Канада         | Канада         | Канада         | Канада         | Канада         | Канада         |                |           |        | 4          |            |            |                   |                   |                   |                   |                   |                   |                   |                   |                   |                   |        |        |        |        |        |        |        |        |       |
|  | B4             | Швейцария      | Швейцария      | Швейцария      | Швейцария      | Швейцария      | Швейцария      | Швейцария      | Швейцария      | 1              |           |        |            |            |            |                   |                   |                   |                   |                   |                   |                   |                   |                   |                   |        |        |        |        |        |        |        |        |       |
|  | B4             | Швейцария      | Швейцария      | Швейцария      | Швейцария      | Швейцария      | Швейцария      | Швейцария      | Швейцария      | 1              | WQF3      | Канада | Канада     | Канада     | Канада     | Канада            | Канада            | Канада            | Канада            | 1                 |                   |                   |                   |                   |                   |        |        |        |        |        |        |        |        |       |
|  |                |                |                |                |                |                |                |                |                |                | WQF3      | Канада | Канада     | Канада     | Канада     | Канада            | Канада            | Канада            | Канада            | 1                 |                   |                   |                   |                   |                   |        |        |        |        |        |        |        |        |       |
|  |                |                | WQF4           | Финляндия      | Финляндия      | Финляндия      | Финляндия      | Финляндия      | Финляндия      | Финляндия      | Финляндия | 5      |            |            |            |                   |                   |                   |                   |                   |                   |                   |                   |                   |                   |        |        |        |        |        |        |        |        |       |
|  | B2             | Финляндия      | Финляндия      | Финляндия      | Финляндия      | Финляндия      | Финляндия      | Финляндия      | Финляндия      | Финляндия      | Финляндия | 5      | 5          |            |            | Матч за 3-е место | Матч за 3-е место | Матч за 3-е место | Матч за 3-е место | Матч за 3-е место | Матч за 3-е место | Матч за 3-е место | Матч за 3-е место | Матч за 3-е место | Матч за 3-е место |        |        |        |        |        |        |        |        |       |
|  | B2             | Финляндия      | Финляндия      | Финляндия      | Финляндия      | Финляндия      | Финляндия      | Финляндия      | Финляндия      |                |           |        | 5          |            |            | Матч за 3-е место | Матч за 3-е место | Матч за 3-е место | Матч за 3-е место | Матч за 3-е место | Матч за 3-е место | Матч за 3-е место | Матч за 3-е место | Матч за 3-е место | Матч за 3-е место |        |        |        |        |        |        |        |        |       |
|  | A3             | Чехия          | Чехия          | Чехия          | Чехия          | Чехия          | Чехия          | Чехия          | Чехия          | 3              |           |        |            |            |            |                   |                   |                   |                   |                   |                   |                   |                   |                   |                   |        |        |        |        |        |        |        |        |       |
|  | A3             | Чехия          | Чехия          | Чехия          | Чехия          | Чехия          | Чехия          | Чехия          | Чехия          | 3              |           |        |            |            |            |                   |                   |                   |                   |                   |                   |                   |                   |                   |                   |        |        |        |        |        |        |        |        |       |
|  |                |                |                |                |                |                |                |                |                |                |           |        |            |            |            |                   |                   |                   |                   |                   |                   |                   |                   |                   | LSF1              | Россия | Россия | Россия | Россия | Россия | Россия | Россия | Россия | 2     |
|  |                |                |                |                |                |                |                |                |                |                |           |        |            |            |            |                   |                   |                   |                   |                   |                   |                   |                   |                   | LSF1              | Россия | Россия | Россия | Россия | Россия | Россия | Россия | Россия | 2     |
|  |                |                |                |                |                |                |                |                |                |                |           |        |            |            |            |                   |                   |                   |                   |                   |                   |                   |                   |                   | LSF2              | Канада | Канада | Канада | Канада | Канада | Канада | Канада | Канада | 1     |
|  |                |                |                |                |                |                |                |                |                |                |           |        |            |            |            |                   |                   |                   |                   |                   |                   |                   |                   |                   | LSF2              | Канада | Канада | Канада | Канада | Канада | Канада | Канада | Канада | 1     |

### Четвертьфинал
Время местное (UTC+1).
| 2 января 2014 12:00 | США | 3:5 (3:2, 0:2, 0:1) | Россия | Исстадион Зрителей: 1876 |

| Отчёт | Отчёт                                 | Отчёт | Отчёт                            | Отчёт                                                                       |
| --- | ------------------------------------- | --- | -------------------------------- | --------------------------------------------------------------------------- |
| |                                       | |                                  |                                                                             |
| | Джон Гиллис — 00:00-58:54 59:32-60:00 | Вратари | 00:00-60:00 — Андрей Василевский | Судьи: Йозеф Кубуш Маркус Линде Линейные судьи: Хенрик Пильблад Йоонас Саха |
| | Голы:                                 | |                                  | Судьи: Йозеф Кубуш Маркус Линде Линейные судьи: Хенрик Пильблад Йоонас Саха |
| Стефан Матто — 08:50 (Дж. Айкел, Б. Шей) Райан Хартман — 11:23 (С. Матто) Ник Кердайлс — 16:51 (Р. Барбер) | 0:1 :1 1:2 :2 3:2 3:3 3:4 3:5         | 06:17 — Михаил Григоренко (А. Слепышев) 09:11 — Павел Бучневич (А. Миронов) 33:15 — Никита Задоров (бол.) (А. Слепышев) 34:16 — Никита Задоров (бол.) (А. Слепышев) 59:32 — Павел Бучневич (п.в.) |                                  | Судьи: Йозеф Кубуш Маркус Линде Линейные судьи: Хенрик Пильблад Йоонас Саха |
| |                                       | |                                  | Судьи: Йозеф Кубуш Маркус Линде Линейные судьи: Хенрик Пильблад Йоонас Саха |
| |                                       | |                                  | Судьи: Йозеф Кубуш Маркус Линде Линейные судьи: Хенрик Пильблад Йоонас Саха |
| |                                       | |                                  | Судьи: Йозеф Кубуш Маркус Линде Линейные судьи: Хенрик Пильблад Йоонас Саха |
| 12 мин | Штраф                                 | 30 мин |                                  | Судьи: Йозеф Кубуш Маркус Линде Линейные судьи: Хенрик Пильблад Йоонас Саха |
| |                                       | |                                  |                                                                             |
| | 33                                    | Броски | 25                               |                                                                             |

| 2 января 2014 14:30 | Финляндия | 5:3 (1:1, 1:2, 3:0) | Чехия | Мальмё Арена Зрителей: 4085 |

| Отчёт | Отчёт                           | Отчёт | Отчёт                                     | Отчёт                                                                          |
| --- | ------------------------------- | --- | ----------------------------------------- | ------------------------------------------------------------------------------ |
| |                                 | |                                           |                                                                                |
| | Юусе Сарос — 00:00-60:00        | Вратари | 00:00-58:32 — Марек Лангхамер 59:45-60:00 | Судьи: Тобиас Бьёрк Марк Виганд Линейные судьи: Фрэйзер Макинтайр Йорис Мюллер |
| | Голы:                           | |                                           | Судьи: Тобиас Бьёрк Марк Виганд Линейные судьи: Фрэйзер Макинтайр Йорис Мюллер |
| Саку Мяэналанен — 02:54 (Т. Терявяйнен, Э. Линделль) Юусо Иконен — 38:05 (Р. Кулмала) Хенри Иконен — 45:56 (М. Лехтонен) Саку Киннунен — 51:39 (Р. Кулмала, Ю. Иконен) Саку Мяэналанен (п.в.) — 59:45 (Т. Терявяйнен) | 1:0 1:1 1:2 1:3 2:3 3:3 4:3 5:3 | 03:39 — Доминик Симон (М. Прохазка, Д. Пастрняк) 31:07 — Мартин Прохазка (Я. Врана, Д. Симон) 34:23 — Радек Факса (В. Томечек, Д. Волек) |                                           | Судьи: Тобиас Бьёрк Марк Виганд Линейные судьи: Фрэйзер Макинтайр Йорис Мюллер |
| |                                 | |                                           | Судьи: Тобиас Бьёрк Марк Виганд Линейные судьи: Фрэйзер Макинтайр Йорис Мюллер |
| |                                 | |                                           | Судьи: Тобиас Бьёрк Марк Виганд Линейные судьи: Фрэйзер Макинтайр Йорис Мюллер |
| |                                 | |                                           | Судьи: Тобиас Бьёрк Марк Виганд Линейные судьи: Фрэйзер Макинтайр Йорис Мюллер |
| 4 мин | Штраф                           | 8 мин |                                           | Судьи: Тобиас Бьёрк Марк Виганд Линейные судьи: Фрэйзер Макинтайр Йорис Мюллер |
| |                                 | |                                           |                                                                                |
| | 34                              | Броски | 23                                        |                                                                                |

| 2 января 2014 17:00 | Канада | 4:1 (1:0, 1:1, 2:0) | Швейцария | Исстадион Зрителей: 2580 |

| Отчёт | Отчёт                       | Отчёт                                     | Отчёт                         | Отчёт                                                                                |
| --- | --------------------------- | ----------------------------------------- | ----------------------------- | ------------------------------------------------------------------------------------ |
| |                             |                                           |                               |                                                                                      |
| | Закари Фукале — 00:00-60:00 | Вратари                                   | 00:00-60:00 — Мелвин Ниффелер | Судьи: Якоб Грумсен Евгений Ромасько Линейные судьи: Петер Шевчик Рудольф Тосеновьян |
| | Голы:                       |                                           |                               | Судьи: Якоб Грумсен Евгений Ромасько Линейные судьи: Петер Шевчик Рудольф Тосеновьян |
| Гриффин Райнхарт — 18:08 Энтони Манта (бул.) — 29:04 Кёртис Лазар — 44:11 (Г. Райнхарт) Деррик Пульо — 53:49 | 1:0 2:0 2:1 3:1 4:1         | 39:59 — Нико Дюннер (М. Мюллер, К. Фиала) |                               | Судьи: Якоб Грумсен Евгений Ромасько Линейные судьи: Петер Шевчик Рудольф Тосеновьян |
| |                             |                                           |                               | Судьи: Якоб Грумсен Евгений Ромасько Линейные судьи: Петер Шевчик Рудольф Тосеновьян |
| |                             |                                           |                               | Судьи: Якоб Грумсен Евгений Ромасько Линейные судьи: Петер Шевчик Рудольф Тосеновьян |
| |                             |                                           |                               | Судьи: Якоб Грумсен Евгений Ромасько Линейные судьи: Петер Шевчик Рудольф Тосеновьян |
| 10 мин | Штраф                       | 6 мин                                     |                               | Судьи: Якоб Грумсен Евгений Ромасько Линейные судьи: Петер Шевчик Рудольф Тосеновьян |
| |                             |                                           |                               |                                                                                      |
| | 23                          | Броски                                    | 20                            |                                                                                      |

| 2 января 2014 19:30 | Швеция | 6:0 (2:0, 2:0, 2:0) | Словакия | Мальмё Арена Зрителей: 10 857 |

| Отчёт | Отчёт                     | Отчёт   | Отчёт                       | Отчёт                                                                          |
| --- | ------------------------- | ------- | --------------------------- | ------------------------------------------------------------------------------ |
| |                           |         |                             |                                                                                |
| | Оскар Данск — 00:00-60:00 | Вратари | 00:00-60:00 — Рихард Саболь | Судьи: Тимоти Майер Девин Пиккотт Линейные судьи: Кэндзи Косака Андреас Коверт |
| | Голы:                     |         |                             | Судьи: Тимоти Майер Девин Пиккотт Линейные судьи: Кэндзи Косака Андреас Коверт |
| Лукас Валльмарк — 11:58 (Н. Сёренсен, Л. Арнессон) Элиас Линдхольм (бол.) — 18:39 (Ф. Форсберг, Г. Олофссон) Филип Форсберг (бол.) — 21:10 (А. Бураковски, Э. Линдхольм) Лукас Валльмарк — 33:21 (Н. Сёренсен, Ф. Форсберг) Филип Форсберг — 53:58 (Э. Линдхольм) Якоб де ла Роз (бол.) — 55:19 (Э. Линдхольм, А. Бураковски) | 1:0 2:0 3:0 4:0 5:0 6:0   |         |                             | Судьи: Тимоти Майер Девин Пиккотт Линейные судьи: Кэндзи Косака Андреас Коверт |
| |                           |         |                             | Судьи: Тимоти Майер Девин Пиккотт Линейные судьи: Кэндзи Косака Андреас Коверт |
| |                           |         |                             | Судьи: Тимоти Майер Девин Пиккотт Линейные судьи: Кэндзи Косака Андреас Коверт |
| |                           |         |                             | Судьи: Тимоти Майер Девин Пиккотт Линейные судьи: Кэндзи Косака Андреас Коверт |
| 18 мин | Штраф                     | 22 мин  |                             | Судьи: Тимоти Майер Девин Пиккотт Линейные судьи: Кэндзи Косака Андреас Коверт |
| |                           |         |                             |                                                                                |
| | 40                        | Броски  | 18                          |                                                                                |

### Полуфинал
Время местное (UTC+1).
| 4 января 2014 15:00 | Швеция | 2:1 (1:0, 0:0, 1:1) | Россия | Мальмё Арена Зрителей: 11 725 |

| Отчёт                                                                                           | Отчёт                     | Отчёт                                | Отчёт                            | Отчёт                                                                     |
| ----------------------------------------------------------------------------------------------- | ------------------------- | ------------------------------------ | -------------------------------- | ------------------------------------------------------------------------- |
|                                                                                                 |                           |                                      |                                  |                                                                           |
|                                                                                                 | Оскар Данск — 00:00-60:00 | Вратари                              | 00:00-58:50 — Андрей Василевский | Судьи: Антти Боман Рене Градил Линейные судьи: Бенуа Мартино Йорис Мюллер |
|                                                                                                 | Голы:                     |                                      |                                  | Судьи: Антти Боман Рене Градил Линейные судьи: Бенуа Мартино Йорис Мюллер |
| Филип Форсберг (бол.) — 19:11 (Э. Линдхольм) Оскар Сундквист — 44:55 (Э. Карлссон, Л. Арнессон) | 1:0 2:0 2:1               | 46:37 — Дамир Жафяров (А. Барабанов) |                                  | Судьи: Антти Боман Рене Градил Линейные судьи: Бенуа Мартино Йорис Мюллер |
|                                                                                                 |                           |                                      |                                  | Судьи: Антти Боман Рене Градил Линейные судьи: Бенуа Мартино Йорис Мюллер |
|                                                                                                 |                           |                                      |                                  | Судьи: Антти Боман Рене Градил Линейные судьи: Бенуа Мартино Йорис Мюллер |
|                                                                                                 |                           |                                      |                                  | Судьи: Антти Боман Рене Градил Линейные судьи: Бенуа Мартино Йорис Мюллер |
| 14 мин                                                                                          | Штраф                     | 10 мин                               |                                  | Судьи: Антти Боман Рене Градил Линейные судьи: Бенуа Мартино Йорис Мюллер |
|                                                                                                 |                           |                                      |                                  |                                                                           |
|                                                                                                 | 21                        | Броски                               | 27                               |                                                                           |

| 4 января 2014 19:00 | Канада | 1:5 (0:0, 1:3, 0:2) | Финляндия | Мальмё Арена Зрителей: 11 544 |

| Отчёт                             | Отчёт                                   | Отчёт | Отчёт                    | Отчёт                                                                             |
| --------------------------------- | --------------------------------------- | --- | ------------------------ | --------------------------------------------------------------------------------- |
|                                   |                                         | |                          |                                                                                   |
|                                   | Закари Фукале — 00:00-57:46 59:11-60:00 | Вратари | 00:00-60:00 — Юусе Сарос | Судьи: Тимоти Майер Марк Виганд Линейные судьи: Андреас Коверт Эдуард Метальников |
|                                   | Голы:                                   | |                          | Судьи: Тимоти Майер Марк Виганд Линейные судьи: Андреас Коверт Эдуард Метальников |
| Джонатан Друэн — 31:24 (К. Лазар) | 0:1 0:2 1:2 1:3 1:4 1:5                 | 24:19 — Йони Никко (Ю. Хонка) 26:10 — Арттури Лехконен (бол.) (С. Мяэналанен, Т. Терявяйнен) 35:36 — Расмус Ристолайнен (М. Вайнонен, Х. Хаапала) 56:48 — Теуво Терявяйнен (бул.) 59:11 — Теуво Терявяйнен (п.в.) (С. Мяэналанен, В. Покка) |                          | Судьи: Тимоти Майер Марк Виганд Линейные судьи: Андреас Коверт Эдуард Метальников |
|                                   |                                         | |                          | Судьи: Тимоти Майер Марк Виганд Линейные судьи: Андреас Коверт Эдуард Метальников |
|                                   |                                         | |                          | Судьи: Тимоти Майер Марк Виганд Линейные судьи: Андреас Коверт Эдуард Метальников |
|                                   |                                         | |                          | Судьи: Тимоти Майер Марк Виганд Линейные судьи: Андреас Коверт Эдуард Метальников |
| 30 мин                            | Штраф                                   | 10 мин |                          | Судьи: Тимоти Майер Марк Виганд Линейные судьи: Андреас Коверт Эдуард Метальников |
|                                   |                                         | |                          |                                                                                   |
|                                   | 24                                      | Броски | 23                       |                                                                                   |

### Матч за 3-е место
Время местное (UTC+1).
| 5 января 2014 15:00 | Канада | 1:2 (0:2, 0:0, 1:0) | Россия | Мальмё Арена Зрителей: 10 713 |

| Отчёт                                     | Отчёт                       | Отчёт                                                                | Отчёт                            | Отчёт                                                                               |
| ----------------------------------------- | --------------------------- | -------------------------------------------------------------------- | -------------------------------- | ----------------------------------------------------------------------------------- |
|                                           |                             |                                                                      |                                  |                                                                                     |
|                                           | Закари Фукале — 00:00-59:01 | Вратари                                                              | 00:00-60:00 — Андрей Василевский | Судьи: Тобиас Бьёрк Тимоти Майер Линейные судьи: Хенрик Пильблад Рудольф Тосеновьян |
|                                           | Голы:                       |                                                                      |                                  | Судьи: Тобиас Бьёрк Тимоти Майер Линейные судьи: Хенрик Пильблад Рудольф Тосеновьян |
| Джош Моррисси — 47:10 (Ш. Юдон, А. Пелеч) | 0:1 0:2 1:2                 | 03:35 — Михаил Григоренко (бол.) 14:38 — Эдуард Гиматов (А. Миронов) |                                  | Судьи: Тобиас Бьёрк Тимоти Майер Линейные судьи: Хенрик Пильблад Рудольф Тосеновьян |
|                                           |                             |                                                                      |                                  | Судьи: Тобиас Бьёрк Тимоти Майер Линейные судьи: Хенрик Пильблад Рудольф Тосеновьян |
|                                           |                             |                                                                      |                                  | Судьи: Тобиас Бьёрк Тимоти Майер Линейные судьи: Хенрик Пильблад Рудольф Тосеновьян |
|                                           |                             |                                                                      |                                  | Судьи: Тобиас Бьёрк Тимоти Майер Линейные судьи: Хенрик Пильблад Рудольф Тосеновьян |
| 10 мин                                    | Штраф                       | 10 мин                                                               |                                  | Судьи: Тобиас Бьёрк Тимоти Майер Линейные судьи: Хенрик Пильблад Рудольф Тосеновьян |
|                                           |                             |                                                                      |                                  |                                                                                     |
|                                           | 32                          | Броски                                                               | 31                               |                                                                                     |

### Финал
Время местное (UTC+1).
| 5 января 2014 19:00 | Швеция | 2:3 (OT) (0:1, 1:1, 1:0, 0:1) | Финляндия | Мальмё Арена Зрителей: 12 023 |

| Отчёт | Отчёт                     | Отчёт | Отчёт                    | Отчёт                                                                           |
| --- | ------------------------- | --- | ------------------------ | ------------------------------------------------------------------------------- |
| |                           | |                          |                                                                                 |
| | Оскар Данск — 00:00-69:42 | Вратари | 00:00-69:42 — Юусе Сарос | Судьи: Стив Пэпп Даниэль Штрикер Линейные судьи: Фрэйзер Макинтайр Петер Шевчик |
| | Голы:                     | |                          | Судьи: Стив Пэпп Даниэль Штрикер Линейные судьи: Фрэйзер Макинтайр Петер Шевчик |
| Лукас Валльмарк (бол.) — 27:53 (Л. Бенгтссон, К. Дьос) Кристиан Дьос (бол.) — 50:53 (Л. Валльмарк, С. Колльберг) | 0:1 :1 1:2 :2 2:3         | 00:28 — Эса Линделль (С. Мяэналанен, Т. Терявяйнен) 28:38 — Саку Мяэналанен (Т. Терявяйнен, А. Лехконен) 69:42 — Расмус Ристолайнен (Т. Терявяйнен, М. Вайнонен) |                          | Судьи: Стив Пэпп Даниэль Штрикер Линейные судьи: Фрэйзер Макинтайр Петер Шевчик |
| |                           | |                          | Судьи: Стив Пэпп Даниэль Штрикер Линейные судьи: Фрэйзер Макинтайр Петер Шевчик |
| |                           | |                          | Судьи: Стив Пэпп Даниэль Штрикер Линейные судьи: Фрэйзер Макинтайр Петер Шевчик |
| |                           | |                          | Судьи: Стив Пэпп Даниэль Штрикер Линейные судьи: Фрэйзер Макинтайр Петер Шевчик |
| 4 мин | Штраф                     | 12 мин |                          | Судьи: Стив Пэпп Даниэль Штрикер Линейные судьи: Фрэйзер Макинтайр Петер Шевчик |
| |                           | |                          |                                                                                 |
| | 37                        | Броски | 31                       |                                                                                 |

## Рейтинг и статистика

### Итоговое положение команд
| 1   | Финляндия |
| 2   | Швеция    |
| 3   | Россия    |
| 4.  | Канада    |
| 5.  | США       |
| 6.  | Чехия     |
| 7.  | Швейцария |
| 8.  | Словакия  |
| 9.  | Германия  |
| 10. | Норвегия  |

| Чемпион мира по хоккею с шайбой среди молодёжных команд 2014 |
| Финляндия 3-й титул                                          |

### Лучшие бомбардиры
| Игрок             | И | Г | П  | О  | Штр | +/− |
| ----------------- | - | - | -- | -- | --- | --- |
| Теуво Терявяйнен  | 7 | 2 | 13 | 15 | 2   | +11 |
| Филип Форсберг    | 7 | 4 | 8  | 12 | 2   | +3  |
| Саку Мяэналанен   | 7 | 7 | 4  | 11 | 0   | +9  |
| Энтони Манта      | 7 | 5 | 6  | 11 | 0   | +6  |
| Мартин Ревай      | 5 | 4 | 6  | 10 | 4   | 0   |
| Давид Григер      | 5 | 3 | 7  | 10 | 0   | +1  |
| Джонатан Друэн    | 7 | 3 | 6  | 9  | 24  | +5  |
| Элиас Линдхольм   | 6 | 2 | 7  | 9  | 6   | −1  |
| Михаил Григоренко | 7 | 5 | 3  | 8  | 0   | +6  |
| Милан Колена      | 5 | 4 | 4  | 8  | 6   | −1  |
| Лукас Валльмарк   | 7 | 3 | 5  | 8  | 2   | +5  |

Примечание: И = Количество проведённых игр; Г = Голы; П = Голевые передачи; О = Очки; Штр = Штрафное время; +/− = Плюс-минус
По данным: IIHF.com

### Лучшие вратари
В списке вратари, сыгравшие не менее 40 % от всего игрового времени их сборной.
| Игрок              | ВП     | Бр  | ПШ | КН   | %ОБ   | И"0" |
| ------------------ | ------ | --- | -- | ---- | ----- | ---- |
| Юусе Сарос         | 344:53 | 158 | 9  | 1.57 | 94.30 | 0    |
| Андрей Василевский | 327:50 | 150 | 10 | 1.83 | 93.33 | 0    |
| Оскар Данск        | 369:42 | 154 | 11 | 1.79 | 92.86 | 1    |
| Йоаким Свендсен    | 318:01 | 189 | 16 | 3.02 | 91.53 | 1    |
| Марек Лангхамер    | 243:47 | 128 | 12 | 2.95 | 90.62 | 0    |

Примечание: ВП = Время на площадке; Бр = Броски по воротам; ПШ = Пропущено шайб; КН = Коэффициент надёжности; %ОБ = Процент отражённых бросков; И"0" = «Сухие игры»
По данным: IIHF.com

### Индивидуальные награды
Самый ценный игрок (MVP):
- Филип Форсберг

Лучшие игроки:
- Вратарь:  Оскар Данск
- Защитник:  Расмус Ристолайнен
- Нападающий:  Филип Форсберг

Сборная всех звёзд:
- Вратарь:  Юусе Сарос
- Защитники:  Никита Задоров —  Расмус Ристолайнен
- Нападающие:  Энтони Манта —  Теуво Терявяйнен —  Филип Форсберг